# باشگاه ورزشی گالاتاسرای
باشگاه ورزشی گالاتاسارای (به ترکی استانبولی: Galatasaray Spor Kulübü) یک باشگاه ورزشی ترکیه ای در شهر استانبول است که در ورزش‌های اتومبیل‌رانی، بسکتبال، بسکتبال با ویلچر، تنیس، جودو، دو و میدانی، رویینگ، سوارکاری، شنا، فوتبال، قایقرانی بادبانی، هندبال، واترپلو، والیبال و ورزش‌های موتوری فعالیت دارد. باشگاه ورزشی گالاتاسرای در کنار دانشگاه و دبیرستان گالاتاسرای یکی از اعضای مهم انجمن گالاتاسرای می‌باشد.
این باشگاه بیشتر به خاطر تیم فوتبالش شناخته شده‌است. تیم فوتبال گالاتاسارای تنها تیم ترکیه می‌باشد که در جام یوفا قهرمان شده‌است. گالاتاسارای همچنین جام‌های زیادی را در فوتبال ترکیه تصاحب کرده‌است.
احسان امره وورال و هم تیمی‌اش احمت یومروکایا در تیم رویینگ گالاتاسارای برای نخستین بار در تاریخ ورزش ترکیه در رقابت‌های رویینگ زیر ۲۳ سال جهان در پوزنانِ لهستان قهرمان جهان شدند. تیم بسکتبال با ویلچیر گالاتاسرای در سال‌های ۲۰۰۸ (۱۳۸۷)، ۲۰۰۹ (۱۳۸۸) و ۲۰۱۱ (۱۳۹۰) قهرمان لیگ ترکیه و همچنین در سال‌های ۲۰۰۸ (۱۳۸۷)، ۲۰۰۹ (۱۳۸۸)، ۲۰۱۱ (۱۳۹۰) و ۲۰۱۲ (۱۳۹۱) قهرمان باشگاه‌های جهان شده‌اند. تیم بسکتبال زنان گالاتاسارای در سال ۲۰۰۹ قهرمان یورولیگ شده‌است.

## نام و نماد

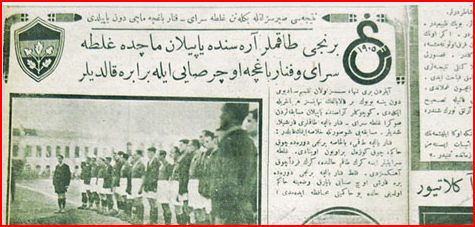
خبر یکی از اولین غلبه‌های غالاته‌سرای در زمان امپراطوری عثمانی

که در زبان ترکی استانبولی به معنای کاخ گالاتا می‌باشد (سارا همان سرای فارسی است). وجه تسمیه این تیم قرارگیری در محلهٔ گالاتا (غلطه) در استانبول است.

طرح و ابعاد اصلی علامت قدیمی غالاته‌سرای در زمان امپراطوری عثمانی

نماد گالاتاسرای، شیر است و آنان را اصلان‌لار (به ترکی استانبولی: Aslanlar، شیرها) می‌نامند. این نماد، لقب «نیهات بدیک» یکی از اعضای باشگاه بود که نیهات اصلان شهرت داشت.

## تاریخ
باشگاه ورزشی گالاتاسرای در پاییز سال ۱۹۰۵ توسط دانش آموزان دبیرستان گالاتاسرای (یک دبیرستان نمونه که در سال ۱۴۸۱ (۸۶۰ خورشیدی) تأسیس شد) تحت عنوان باشگاه فوتبال بنیان نهاده شد. نخستین رئیس باشگاه علی سام ین بود. نخستین مسابقهٔ آن‌ها در برابر باشگاه فوتبال کادی کوی انجام شد که با پیروزی ۲–۰ به نفع گالاتاسرای به پایان رسید. بحث‌های زیادی بر سر نام باشگاه وجود داشت، برخی نام گلوریا (به معنای پیروزی) و برخی دیگر نام آودوک (به معنای شجاعت) را پیشنهاد می‌کردند. اما در نهایت نام گالاتاسرای برگزیده شد.
بر پایه پژوهش‌های «سِم آتابیوغلو» نام گالاتاسرای از یکی از بازی‌ها گرفته شده‌است. در بازی برابر تیم «روم» پس از پیروزی ۲–۰ هواداران تیم گالاتاسرای تیمشان را با شعار «گالاتا سرای افندیلری» (به معنای مردان کاخ گالاتا) تشویق کردند و پس از این اتفاق آن‌ها نام «گالاتا سرای» را برگزیدند. باشگاه در ۱۹۱۲ (۱۲۹۱) پس از ایجاد قانون ثبت شرکت‌ها، باشگاه‌ها و موسسات ثبت رسمی شد.
در ابتدا رنگ‌های مورد استفادهٔ باشگاه ورزشی گالاتاسرای سفید و قرمز بود. همان رنگ‌هایی که در پرچم ترکیه وجود داشت. در آن زمان هنوز جمهوری ترکیه تأسیس نشده بود و به همین دلیل مدیران و بازیکنان گالاتاسرای به خاطر تداعی جمهوری‌خواهی مورد تعقیب مسئولان حکومتی امپراطوری عثمانی قرار داشتند. به همین دلیل رنگ‌های باشگاه در سال ۱۹۰۷ (۱۲۸۶) به زرد و آبی و در سال ۱۹۰۸ (۱۲۸۷) به سرخ و زرد تغییر یافت.

## فوتبال
در ترکیه، به ازای هر پنج قهرمانی در لیگ، یک ستاره بر روی پیراهن درج می‌شود. گالاتاسرای با ۲۳ قهرمانی، دارای ۴ ستاره می‌باشد.

تیم فوتبال گالاتاسرای یکی از سه تیم فوتبال بزرگ ترکیه‌ای است که در شهر استانبول قرار دارد و هم‌اکنون در سوپر لیگ فوتبال ترکیه بازی می‌کند. این تیم معروف فوتبال ترکیه که قدیمی‌ترین تیم فوتبال ترکیه بوده و در دوره عثمانی تشکیل شده‌است تاکنون ۲۳ بار به عنوان قهرمانی لیگ برتر دست یافته‌است. گالاتاسرای همچنین ۹ بار دوم و ۱۵ بار نیز سوم شده‌است. ۱۴ عنوان قهرمانی جام حذفی، و پنج عنوان نایب قهرمانی در این جام و همچنین ۱۱ عنوان قهرمانی سوپرجام و ۷ عنوان نایب قهرمانی این جام از دیگر افتخارات گالاتاسرای است. گالاتاسرای در فصل ۱۹۹۹–۲۰۰۰ در عرصه اروپا نیز توانست قهرمان جام یوفا شود و در سوپرجام نیز که در سال ۲۰۰۰ برگزار گردید در وقت اضافه با نتیجه دو بر یک رئال مادرید اسپانیا را شکست داد و قهرمان این جام گردید.

### ویژه
1. ↑  Kitakyushu Cup Champion is Galatasaray!
2. ↑  Galatasaray European Wheelchair Basketball Champion!
3. ↑  Galatasaray EuroCup Champion!
4. ↑  فرهنگ فارسی معین، انتشارات فرهنگ‌نما، ۱۳۸۷، ص. صفحهٔ ۶۰۱
5. ↑  "First match and foundation". Galatasaray.org. 2007-11-17.
6. ↑  "How Galatasaray Founded". Galatasaray.org. 2007-11-23. Archived from the original on 9 May 2008. Retrieved 10 December 2012.
7. ↑  "History of founding from official site". Galatasaray.org. 2007-11-22.

- «شیر گالاتاسرای». سایت تحلیلی خبری عصر ایران. ۱۰ خرداد ۱۳۸۸. بایگانی‌شده از اصلی در ۱۵ دسامبر ۲۰۰۹. دریافت‌شده در ۱۵ اردیبهشت ۱۳۸۹.
- بخش بزرگی از مطالب این نوشتار از مقالهٔ متناظر در ویکی‌پدیای انگلیسی است که در آن از منابع زیر یاد شده‌است:

- Birand, M. A. ، & Polat, M. M. (2006). Passion that continues for 100 years. İstanbul: D Yapım. OCLC 164788939
- Turagay, U. ، Özgün, G. ، Gökçin, B. ، Ahunbay (2006). 17 May: The story of a championship. İstanbul: D Yapım. OCLC 169899400
- Hasol, D. (2004). Dreams/realities in Galatasaray. İstanbul: Yapı Yayın. ISBN 975-8599-44-5
- Tuncay, B. (2003). Galatasaray with European Success and Notable Players. Yapı Kredi Kü̈ltü̈r Sanat Yayıncılık. ISBN 978-975-08-0427-4
- Yamak, O. (2001). Galatasaray: Story of 95 years. Sinerji. OCLC 59287768
- Çakar, A. (1995). 90 questions about history of Galatasaray SK. Cağaloğlu، İstanbul: Demir Ajans Yayınları. OCLC|42434622
- Tekil, S. (1986). History of Galatasaray, 1905–1985.  Galatasaray Spor Kulübü. OCLC 25025508
- Tekil, S. (1983). Galatasaray 1905–1982: Memories. Arset Matbaacılık Koll. Şti. OCLC 62614035
- İsfendiyar, F. (1952). History of Galatasaray. İstanbul: [Doğan Kardeş yayınları]. OCLC 27753643